# Son of God (film)
Son of God is een Amerikaanse christelijke dramafilm en compilatiefilm uit 2014, geregisseerd door Christopher Spencer. De film is gebaseerd op de tien uur durende miniserie The Bible uit 2013 en bestaat grotendeels uit scènes die al eerder in de reeks te zien waren. De film was vooral een succes in de Verenigde Staten, met een opbrengst daar van 60 miljoen dollar. Over heel de wereld bracht de film 71 miljoen dollar op. In Nederland en België is de film op heden niet in de bioscopen uitgebracht.

## Verhaal
In de film wordt het complete levensverhaal verteld van Jezus Christus, vanaf zijn geboorte tot de kruisiging en de opstanding.

## Rolverdeling
| Acteur           | Personage       | Nederlands      |
| ---------------- | --------------- | --------------- |
| Diogo Morgado    | Jesus Christ    | Jezus Christus  |
| Roma Downey      | Mother Mary     | Moeder Maria    |
| Amber Rose Revah | Mary Magdalene  | Maria Magdalena |
| Louise Delamere  | Claudia Procles | Claudia Procula |
| Darwin Shaw      | Peter           | Petrus          |
| Greg Hicks       | Pontius Pilate  | Pontius Pilatus |
| Sebastian Knapp  | John            | Johannes        |
| Adrian Schiller  | Caiaphas        | Kajafas         |
| William Houston  | Moses           | Mozes           |

## Muziek
De filmmuziek van de soundtrack werd gecomponeerd door Hans Zimmer en Lorne Balfe, met zang van Lisa Gerrard. De soundtrack is uitgebracht op het label Universal Republic. Sommige tracks zijn eerder uitgebracht op de soundtrack The Bible, waarbij op een aantal tracks nu ook met dialogen uit de film (voor, na of tijdens de tracks). Daarnaast bevat de soundtrack ook exclusieve remixes van andere artiesten. Het nummer Mary, Did You Know? dient als het einde titelsong.